# دیوید دوکس
دیوید دوکس (به انگلیسی: David Dukes) (زاده ۶ ژوئن ۱۹۴۵-درگذشته ۹ اکتبر ۲۰۰۰) بازیگر آمریکایی بود.
از فیلم‌های معروف او می‌توان به بازی در فیلم اولین گناه کبیره، گریخت، مهمانی وحشی، آخرین ایستادگی در رودخانه صیبر و صبح تو را می‌بینم اشاره کرد.